# Baba Hama
Baba Hama né en 1959 à Dori dans la province du Séno est un homme d’Etat Burkinabè. Journaliste écrivain, il a été ministre dans le dernier gouvernement de Blaise Compaoré. 

## Biographie

### Enfance et Etudes
Baba Hama fait son enfance et ses études à Dori. Après l’obtention de son baccalauréat, il s’inscrit en Faculté de Lettres Modernes à l’université de Ouagadougou où il obtient le diplôme de Maîtrise. Il suit une formation de journaliste à l’Ecole supérieure de journalisme de Lille (ESJL) en France. Il est de la promotion 1986. 

## Carrière journalistique
Baba Hama commence sa carrière journalistique en tant que présentateur du journal parlé à la radio nationale du Burkina. En 1993, il est nommé chef de service puis directeur. En 1994, il devient le secrétaire général du ministère chargé de la Communication et de la Culture. Depuis 2016, il enseigne le journalisme radio à l’Institut des sciences et techniques de l'information et de la Communication (ISTIC) à Ouagadougou.

## Carrière politique
Du 26 juillet 1996 au 29 février 2008, Baba Hama occupe le poste de délégué général du Festival panafricain du cinéma et de la télévision de Ouagadougou (FESPACO). Il est nommé directeur de cabinet au ministère de la Santé puis directeur de la communication et de la presse présidentielle sous le règne de Blaise Compaoré. En 2011, il devient ministre de la Communication, porte-parole du gouvernement jusqu’à l'insurrection populaire au Burkina en  2014. 

## Ouvrages
En plus de sa plume de journaliste, Baba Hama est écrivain,, il est auteur de plusieurs romans et nouvelles publiés aux éditions Kraals, aux Presses universitaires de Ouagadougou et l’Harmattan. Plusieurs fois membre du jury de festival de cinéma à Mons, Florence, Milan, Paris. En 2019, il était membre du jury longs métrages fiction du 26e Fespaco.